# Zacharias Dase
Johann Martin Zacharias Dase (født 23. juni 1824 i Hamborg, død 11. september 1861 sammesteds) var en tysk hurtigregner.
Dase var allerede som dreng meget optaget af regning og drev det til en sådan færdighed og hurtighed deri, at han vakte den største beundring og forbavselse ved de offentlige forestillinger, som han gav omkring i Tysklands byer. På foranledning af Gauss anvendte han sit talent på regning med videnskabelige formål; han har således udarbejdet en faktortavle for 7.-9. millioner (udgivet 1862-65).